# Ekstra Bladet uden for citat
Ekstra Bladet uden for citat er en dansk dokumentarfilm fra 2014. Dokumentarfilmen er instrueret af Mikala Krogh.

## Handling
Medieverdenen er truet af krisen, for oplagstallene falder. Ekstra Bladet står således i sin værste krise i avisens 110 år lange historie. Læserne er gået online og svigter den trykte avis. Endnu har ingen knækket koden til, hvordan avisen kan tjene penge på nyheder og journalistik på nettet. "Det er en konstant kamp mod uret", som filmen citerer chefredaktør Poul Madsen for at sige. Hver dag slås "den gamle vagthund", Ekstra Bladet, mod de andre dagblade om læserne og de gode forsidehistorier. Men kampen er hård, og til sidst er vil kun den stærkeste overleve. Filmen er et portræt af en tabloidavis, der kæmper for sit liv i den nye digitale æra. Den desperate kamp for overlevelse kan vise sig at føre papiravisen ud af læsernes bevidsthed.

### Voldsom læserflugt
Et af dokumentarfilmens gennemgående temaer er den “voldsomme læserflugt”, som gør, at den udskældte avis kæmper for sit liv.
Dokumentarfilmen nævner disse styrtdykende oplagstal:
| År     | Oplag på hverdage | Note                                                                         |
| ------ | ----------------- | ---------------------------------------------------------------------------- |
| 2000   | 130.000 stk.      |                                                                              |
| 2004   | 110.000 stk.      |                                                                              |
| 2008   | 80.000 stk.       |                                                                              |
| 2012   | 60.000 stk.       |                                                                              |
| (2013) | 58.000 stk.       | Årstallet er ikke nævnt, men der kan ikke være tvivl om, at 2013 er korrekt. |
| (2014) | 56.000 stk.       | Årstallet er ikke nævnt, men der kan ikke være tvivl om, at 2014 er korrekt. |

Det fremgår af tabellen, at avisens oplag er mere end halveret i perioden fra 2000 - 2014.
I 2014 havde Ekstra Baldet kun 43 pct. af sit oplag fra år 2000 i behold.
Som konsekvens af læserflugten må Ekstra Bladet "strege tre stillinger"; sådan konkluderer chefredaktør Poul Madsen ifølge dokumentarfilmen.
DR's anmelder roser dokumentarfilmen for sin ærlighed.